# Дурнево (Вологодская область)
Дурнево — деревня в Вологодском районе Вологодской области.
Входит в состав Новленского сельского поселения, с точки зрения административно-территориального деления — в Новленский сельсовет.
Расстояние по автодороге до районного центра Вологды — 69 км, до центра муниципального образования Новленского — 9 км. Ближайшие населённые пункты — Осиновка, Острецово, Шолохово, Чашково, Прокино, Тарасово.
По переписи 2002 года население — 3 человека.